# Incidence (aérodynamique)
Pour les articles homonymes, voir Incidence et AOA.

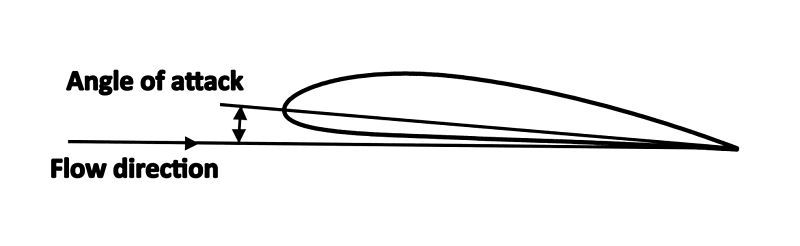
L'incidence est l'angle entre la direction du flux d'air (flow direction) et la corde du profil

En mécanique des fluides, l'angle d'incidence (en abrégé, incidence) est l'angle formé par la corde d'un profil et le vecteur vitesse du vent relatif. 
Attention, en anglais l'incidence se dit angle of attack (AOA), « angle d'attaque » Le terme « angle d’attaque » est déconseillé dans ce sens. Alors qu'angle of incidence est un faux-ami, qui se traduit en français à l'angle de calage, l'angle formé par la corde de référence d'une aile et l'axe de référence de l'avion.
L'incidence se note  {\displaystyle \alpha }.

## Incidence et portance
La portance d'une aile est en relation directe avec son incidence, plus l'incidence est important plus la portance est grande (et plus la traînée augmente). Ceci reste vrai jusqu'au point de décrochage, où la portance commence à décroître à cause de la séparation des flux d'air sur l'extrados.
Pour conserver une portance donnée, l'incidence doit être augmenté au fur et à mesure de la chute de la vitesse, à l'atterrissage par exemple. Lorsqu'un avion vole avec une incidence importante, il peut décrocher soudainement si, par exemple, une bourrasque de vent change la direction du vent relatif. C'est pourquoi le décrochage se produit le plus souvent à basse vitesse (bien qu'à n'importe quelle vitesse puisse survenir un décrochage « dynamique », lorsqu'on sollicite une augmentation excessive de la portance).
Le Cz est le coefficient de portance.
- Incidence négative. Si le profil est cambré (cambrure supérieure à zéro), la portance est nulle pour une certaine incidence négative.

La valeur de cet angle s'appelle "incidence de portance nulle" notée αCzo (alpha Cz zéro).
- Incidence nulle : si le profil est symétrique (cambrure nulle), la portance est nulle. Dans le cas général, la portance y est déjà positive.
- Faibles incidences : incidences correspondant au Cz normal de l'aile.
- Grandes incidences : incidences correspondant aux Cz élevés au décollage et surtout à l'atterrissage.
- Incidence de décrochage : incidence où la portance n'augmente plus et chute plus ou moins brutalement, et où la traînée augmente fortement.
- Au-delà de l'incidence de décrochage : certains aéronefs peuvent exploiter cette plage d'incidence (le planeur de voltige Mü13 d, dont les aérofreins sont peu efficaces, peut effectuer une descente verticale à une incidence de 45° environ avec un taux de chute de 30 m/s)[2]

## Source
- (en) Cet article est partiellement ou en totalité issu de l’article de Wikipédia en anglais intitulé « Angle of attack » (voir la liste des auteurs).

1. 1 2  « Angle d'incidence | FranceTerme | Culture », sur www.culture.fr (consulté le 14 avril 2024).
2. ↑  Soaring Tiger